# Ansgarkirche (Hamburg-Langenhorn)

Ansicht der Kirche

Innenraum

Die Ansgarkirche ist eine in den Jahren 1929/1930 erbaute evangelisch-lutherische Kirche im Hamburger Stadtteil Langenhorn und die erste Kirche, die in diesem Stadtteil erbaut wurde.

## Gebäude
Der Entwurf stammt von den Architekten Herrmann Geißler und Otto Wilkening und besteht aus einem zentralen kubischen Klinkerbau mit einem Walmdach und einem schlanken flach gedeckten Turm. Der Innenraum ist durch seinen klassischen Grundriss mit Seitenschiffen und halbrunder Apsis eher konservativ gestaltet. In das Gebäude ist ein Gemeindesaal integriert, so dass die Kirche von außen stattlicher wirkt, als sie vom Volumen des Gottesdienstraums her gesehen tatsächlich ist.
Im Jahr 2011 wurde die Kirche vollständig renoviert.

## Ausstattung

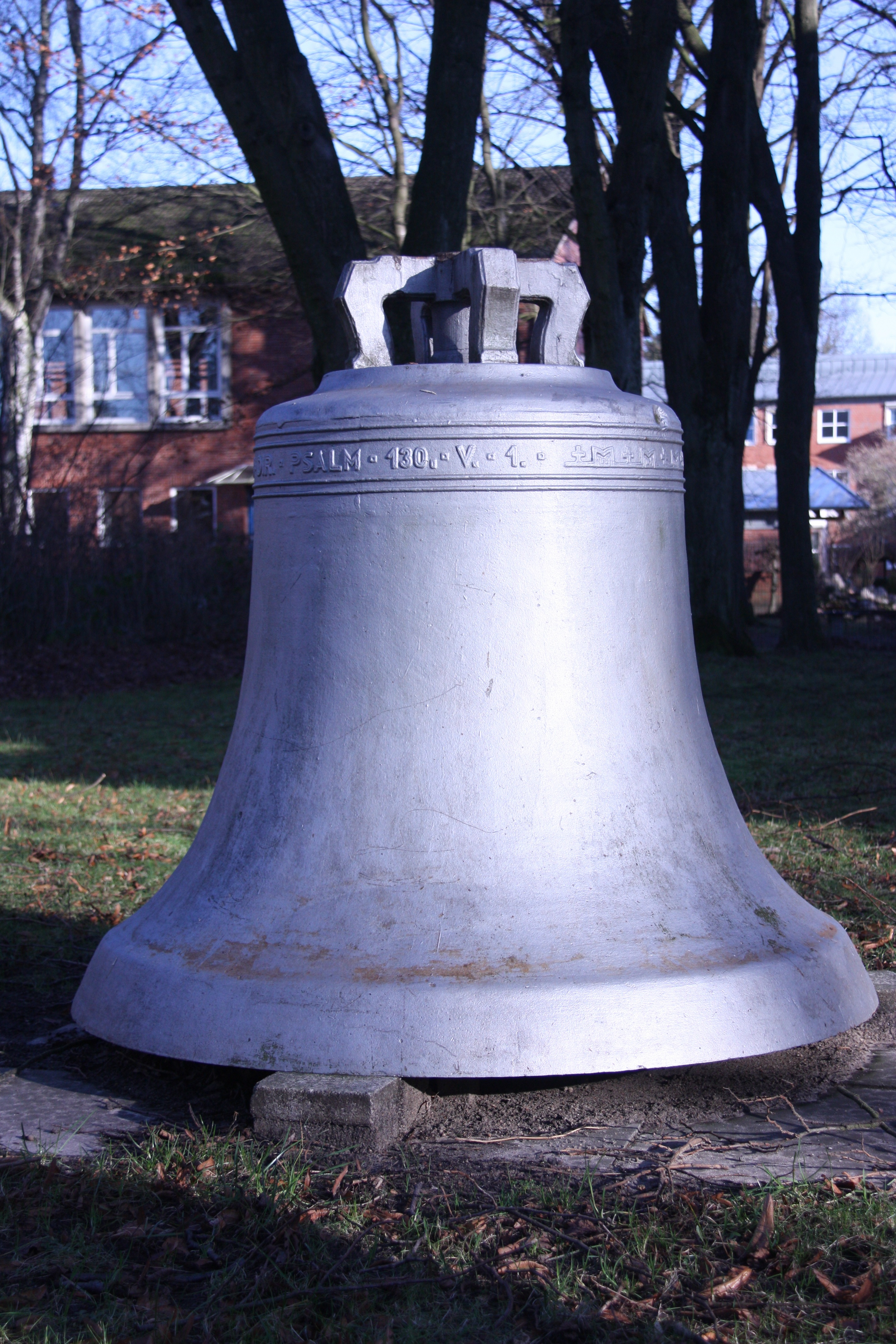
Alte Stahlglocke neben der Kirche

Der Altarraum wird von einem großen Holzkreuz dominiert. Neben diesem fallen vor allem die Schwarz-Weiß-Reproduktionen der ursprünglich für die Kirche vorgesehenen Altarbilder an der Orgelempore auf. Diese Bilder entwarf Anita Rée 1931, sie standen jedoch nie im Original in der Kirche, da sie 1935 durch den damaligen Kirchenvorstand abgelehnt wurden. Die Originale kamen in die Hauptkirche St. Nikolai und sind dort wahrscheinlich während der Bombenangriffe auf Hamburg im Zweiten Weltkrieg zerstört worden. Thema des Triptychons war die Passion Christi, bestehend aus dem Einzug in Jerusalem, Abendmahl, der Verhaftung in Gethsemane sowie dem Gleichnis von den klugen und den törichten Jungfrauen. Die heutigen Reproduktionen hängen seit den 1990er-Jahren in der Kirche.
In der Ausstellung Anita Rée – Retrospektive von Oktober 2017 bis Februar 2018 in der Hamburger Kunsthalle wurden auch die zwei Altarbildentwürfe von 1930 Einzug in Jerusalem und Verhaftung in Gethsemane (auch Judaskuss) des abgelehnten Altar-Triptychons gezeigt, die Teil der Sammlung der Kunsthistorikerin Maike Bruhns waren. Nach der Kontaktaufnahme zu Maike Bruhns und deren darauffolgenden Besuch in der Ansgarkirche entschloss sich der Kirchengemeinderat, diese zu kaufen und startete einen Spendenaufruf, der dazu führte, dass die Sütterlinstube Hamburg einen der Entwürfe stiftete und auch der zweite Entwurf erworben werden konnte. Am 15. September 2018 wurden die Entwürfe im Rahmen der Veranstaltung Nacht der Kirchen in der Ansgarkirche präsentiert.

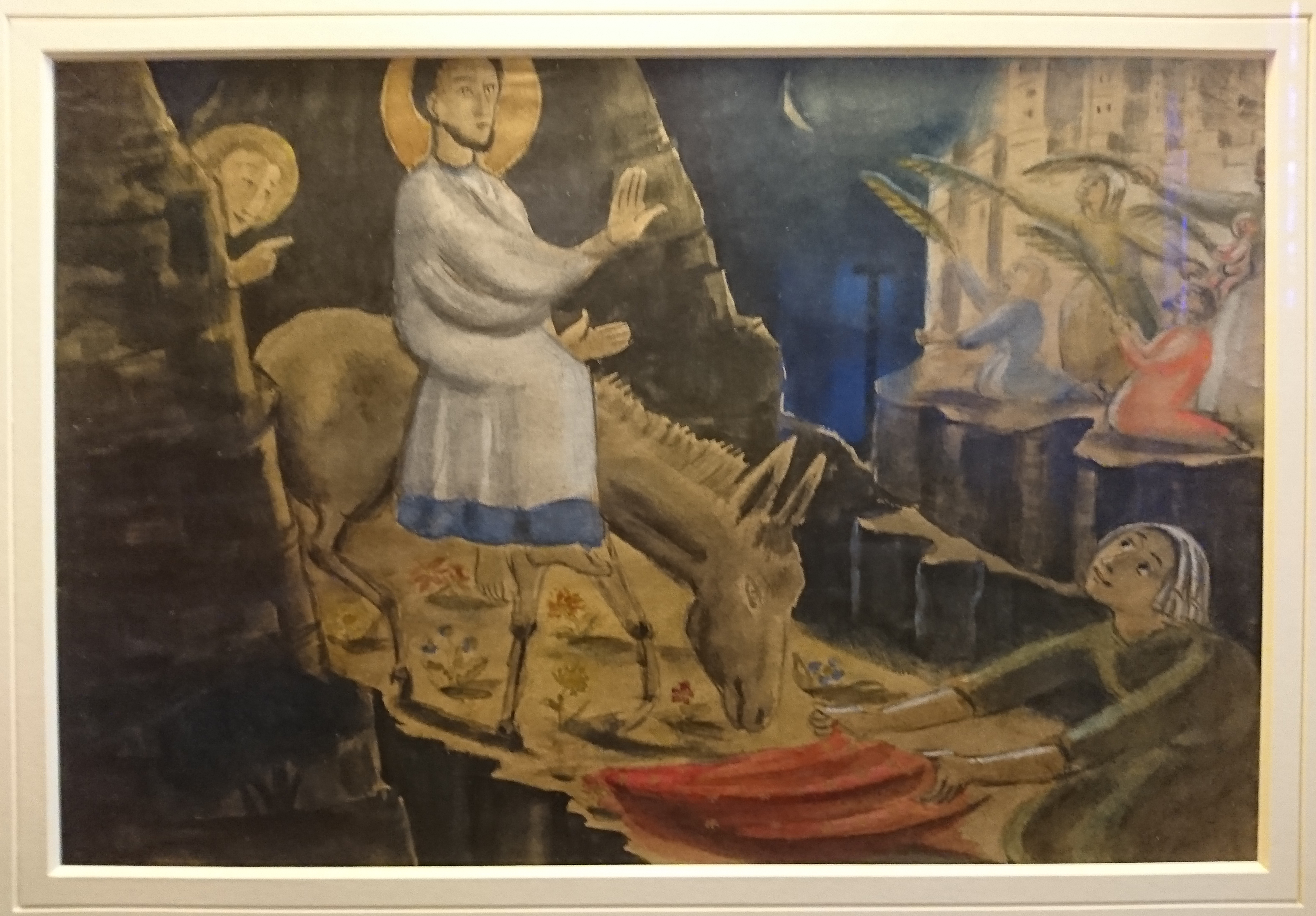
Altarbildentwurf Einzug in Jerusalem
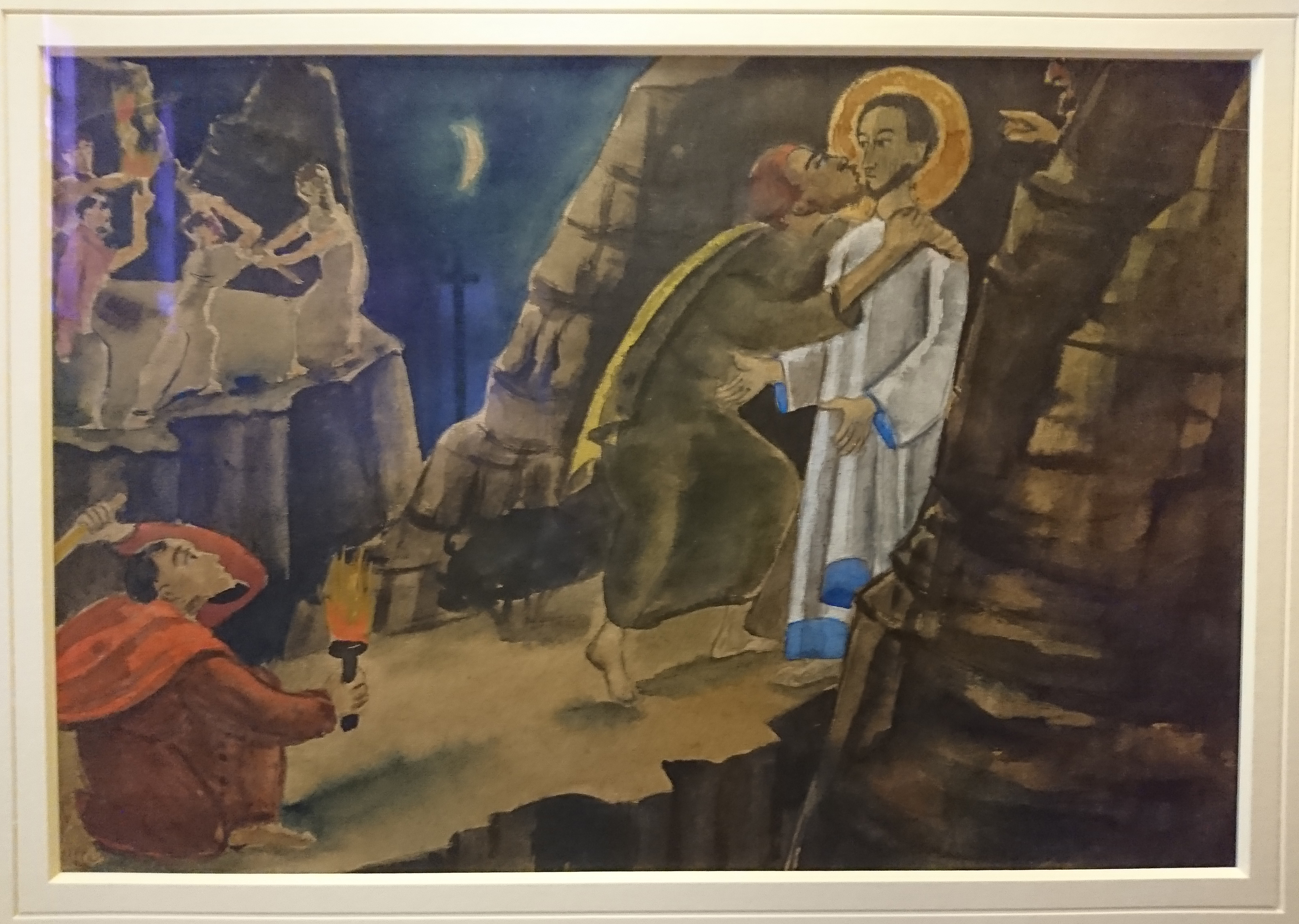
Altarbildentwurf Verhaftung in Gethsemane

## Glocken
Der erste Satz aus drei Glocken wurde 1930 aufgehängt. Diese Glocken waren aus Stahl gefertigt und in den Tönen E, G und A gestimmt, mussten aus Altersgründen jedoch 2008 ausgetauscht werden. Die aktuellen Glocken sind drei Bronzeglocken in den Tönen C, fis und A, die ursprünglich in der 2004 geschlossenen Kapernaumkirche in Hamburg-Horn hingen. Alle drei Glocken tragen Bibeltexte als Inschriften, die größte z. B. Siehe ich verkündige euch große Freude die allem Volk widerfahren wird; denn euch ist heute der Heiland geboren, welcher ist Christus der Herr. (Lk 2,10f ) Zwei der alten Stahlglocken stehen heute noch im Außenbereich neben der Kirche.

## Orgel

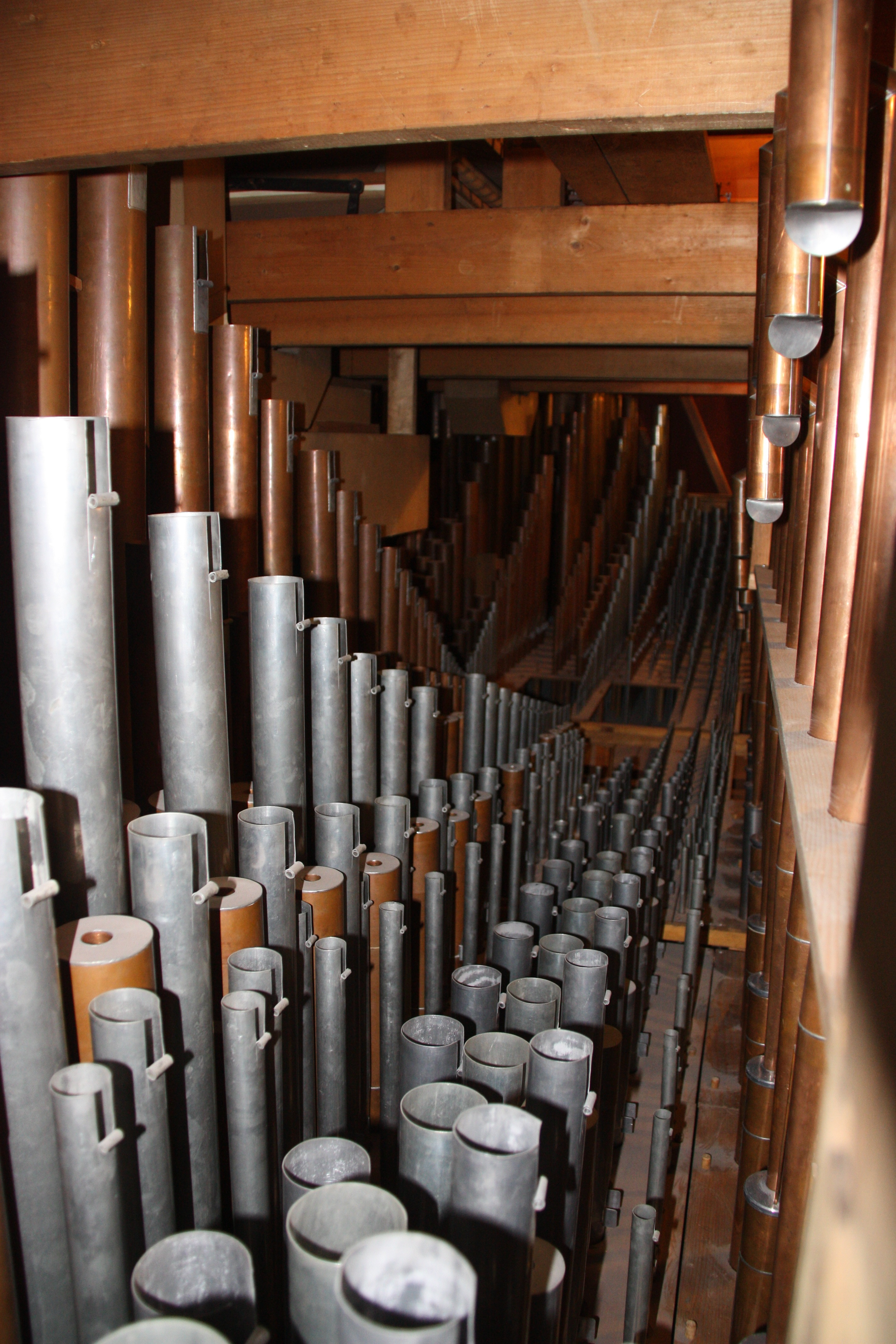
Blick ins Innere der Orgel

Die Orgel wurde von Hans Henny Jahnn entworfen und 1931 von der Firma P. Furtwängler & Hammer eingebaut. Sie ist bis heute im Pfeifenwerk original erhalten. Einmal wurde sie 1964 durch Alfred Führer Orgelbau und einmal im Jahre 2008 umfangreich von der Firma Jehmlich restauriert. Damit gehört sie zu den wenigen erhaltenen Jahnn-Orgeln. Sie ist eine der ersten großen Orgeln, die im Zuge der Orgelbewegung eine mechanische Traktur erhielten. Eine Besonderheit ist die Aufteilung der Register in die Seiten feminin (links) und maskulin (rechts). Feminin bezeichnet die Flöten- und Zungenstimmen sowie die die meisten Aliquotregister, während maskulin den Prinzipalchor und die gemischten Stimmen umfasst.
|  |  |

| I Hauptwerk C–f3 |                 |       |
|                  | feminin         |       |
| 1.               | Pommer          | 16′   |
| 2.               | Rohrflöte       | 8′    |
| 3.               | Glöckleinton II | 2′    |
| 4.               | Bauernflöte II  | 2 ⁄3′ |
|                  |                 |       |
|                  |                 |       |
|                  |                 |       |
|                  | maskulin        |       |
| 5.               | Prinzipal       | 16′   |
| 6.               | Oktave          | 8′    |
| 7.               | Oktave          | 4′    |
| 8.               | Mixtur V        | 1′    |

| II Oberwerk C–f3 |                        |        |
|                  | feminin                |        |
| 9.               | Nachthorn              | 8′     |
| 10.              | Ital. Prinzipal        | 4′     |
| 11.              | Hornaliquot            | 5 1⁄3′ |
| 12.              | Hornaliquot            | 3 1⁄5′ |
| 13.              | Flachflöte             | 2′     |
| 14.              | Sesquialtera II        | 2 ⁄3′  |
| 15.              | Dulcian                | 8′     |
|                  | maskulin               |        |
| 16.              | Gedackt                | 8′     |
| 17.              | Flûte okt.             | 4′     |
|                  | Hornaliquot (= Nr. 11) | 5 1⁄3′ |
|                  | Hornaliquot (= Nr. 12) | 3 1⁄5′ |
|                  | Flachflöte (= Nr. 13)  | 2′     |
| 18.              | Zimbel II              | 1⁄4′   |
| 19.              | Scharf V               | 1′     |

| III Kronpositiv C–f3 |                       |        |
|                      | feminin               |        |
| 20.                  | Quintadena            | 8′     |
| 21.                  | Koppelflöte           | 4′     |
| 22.                  | Nasat                 | 2 ⁄3′  |
| 23.                  | Blockflöte            | 2′     |
| 24.                  | Terzian II            | 1 3⁄5′ |
|                      |                       |        |
|                      |                       |        |
|                      | maskulin              |        |
|                      | Quintadena (= Nr. 20) | 8′     |
|                      | Nasat (= Nr. 22)      | 2 ⁄3′  |
| 25.                  | Flûte okt.            | 2′     |
| 26.                  | Kleinflöte            | 1′     |
|                      | Terzian II (= Nr. 24) | 1 3⁄5′ |

| Pedal C–g1 |                     |        |
|            | feminin             |        |
|            | Pommer (= Nr. 1)    | 16′    |
|            | Rohrflöte (= Nr. 2) | 8′     |
| 26.        | Rohrquinte          | 5 1⁄3′ |
| 28.        | Nachthorn           | 2′     |
| 29.        | Dulcian             | 16′    |
|            |                     |        |
|            |                     |        |
|            | maskulin            |        |
|            | Prinzipal (= Nr. 5) | 16′    |
|            | Pommer (= Nr. 1)    | 16′    |
|            | Oktave (= Nr. 6)    | 8′     |
| 30.        | Oktave              | 4′     |
| 31.        | Flûte okt.          | 2′     |
| 32.        | Rauschpfeife III    | 4′     |

- Koppeln: II/P, II/I
- Spielhilfen: 3 Registraturen, Einführungstritte Feminin und Maskulin

## Fotografien und Karte
Koordinaten: 53° 39′ 8,6″ N, 10° 0′ 30,2″ O

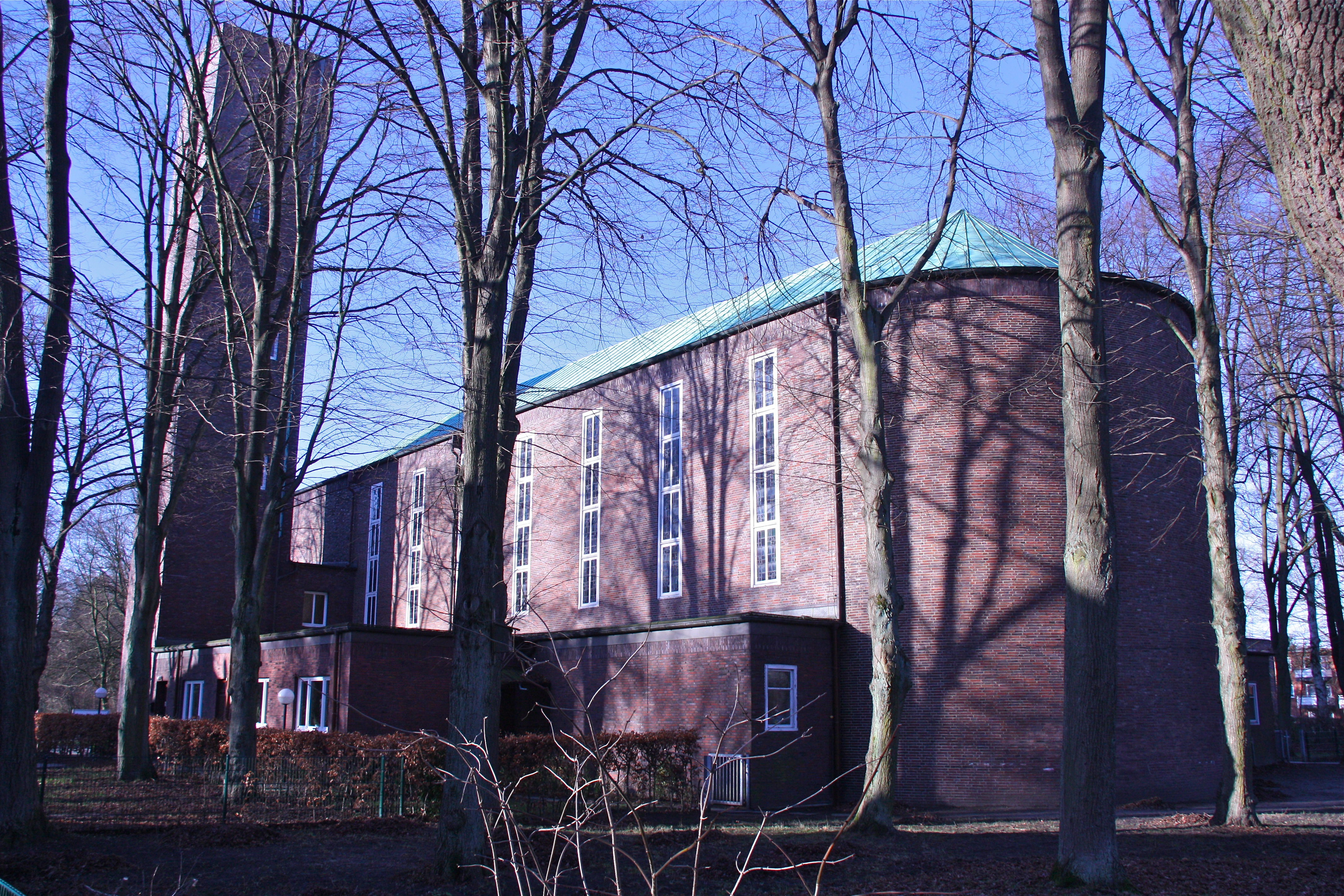
Kirchenschiff von Osten gesehen
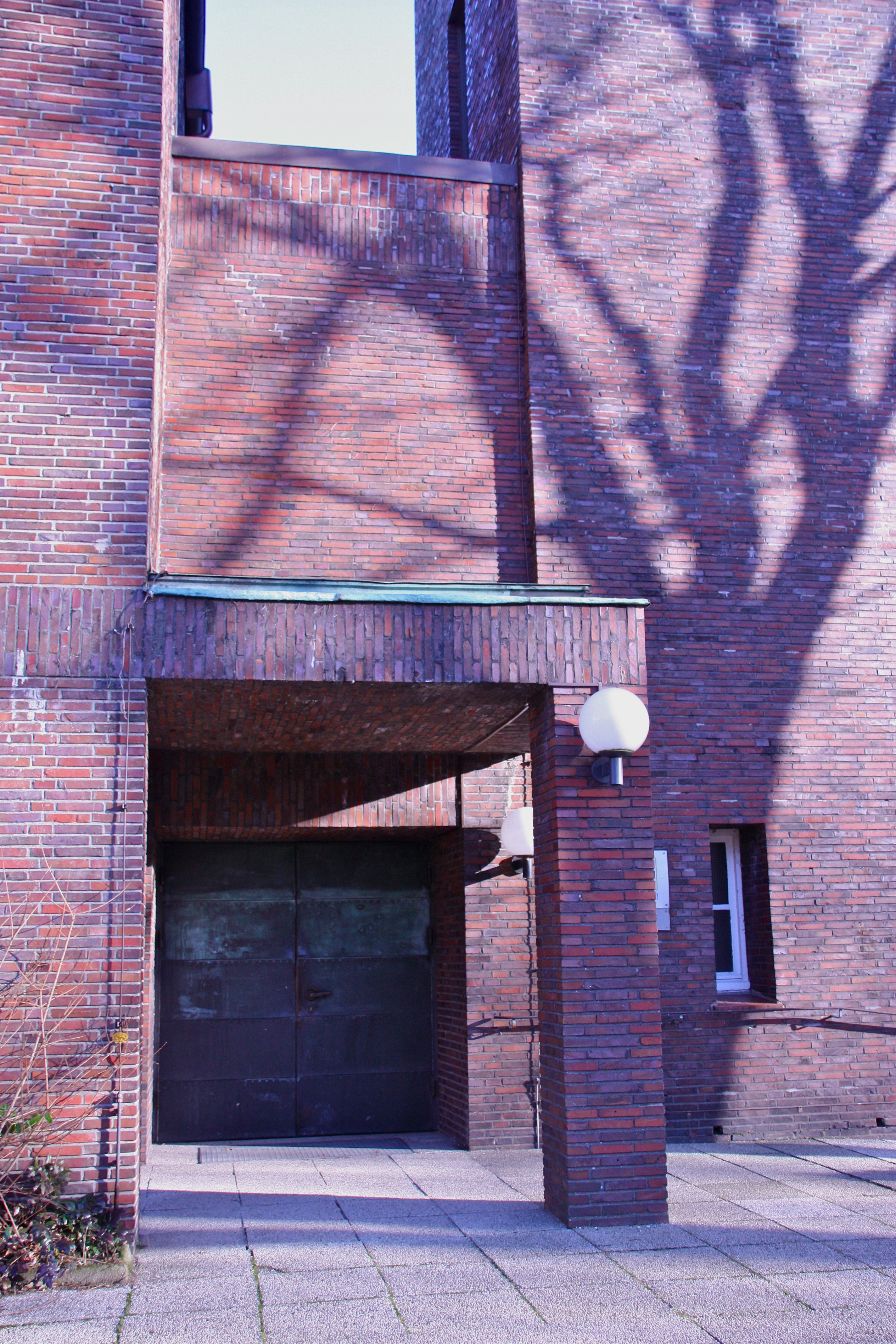
Einer der Eingänge
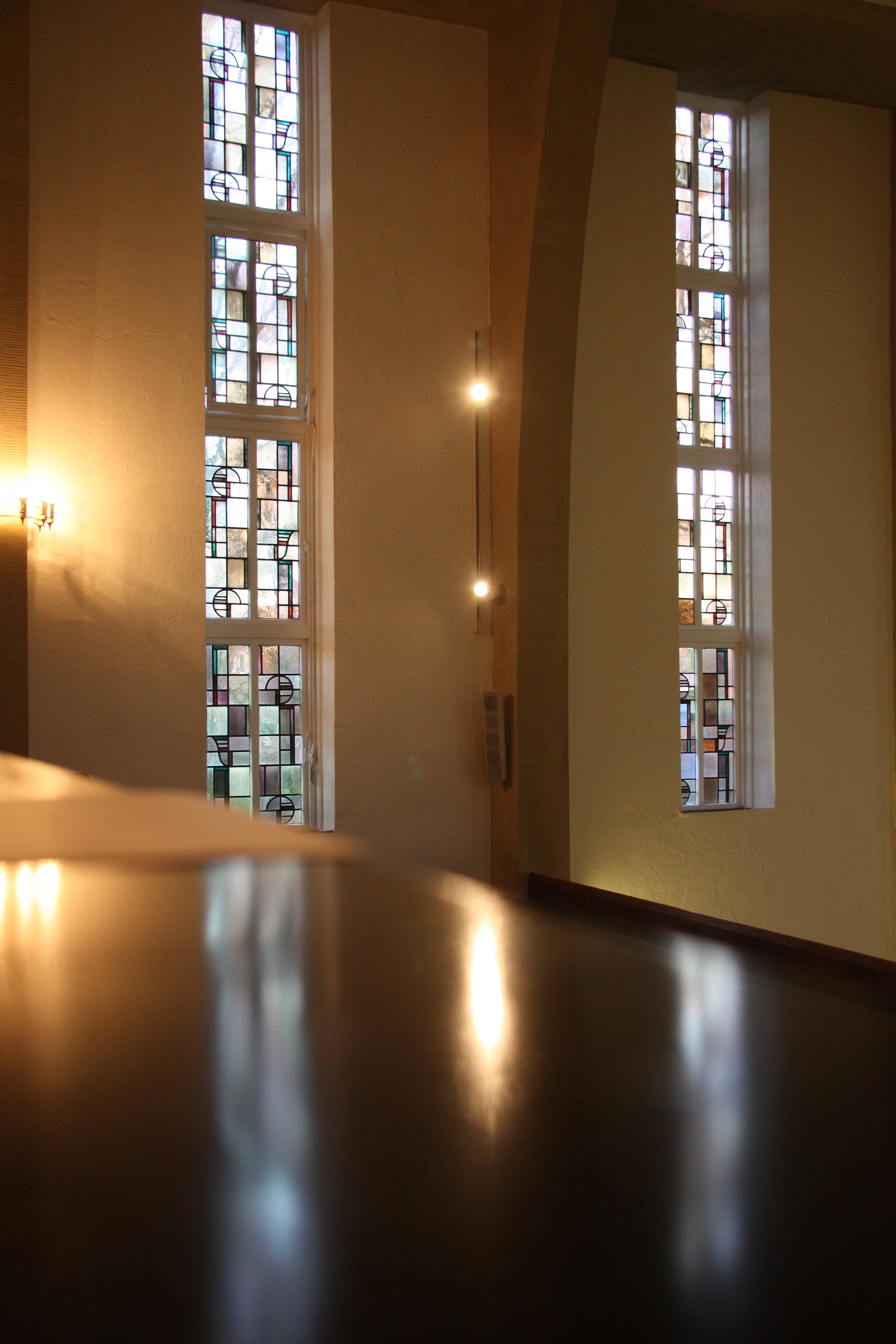
Fenster der Seitenwände
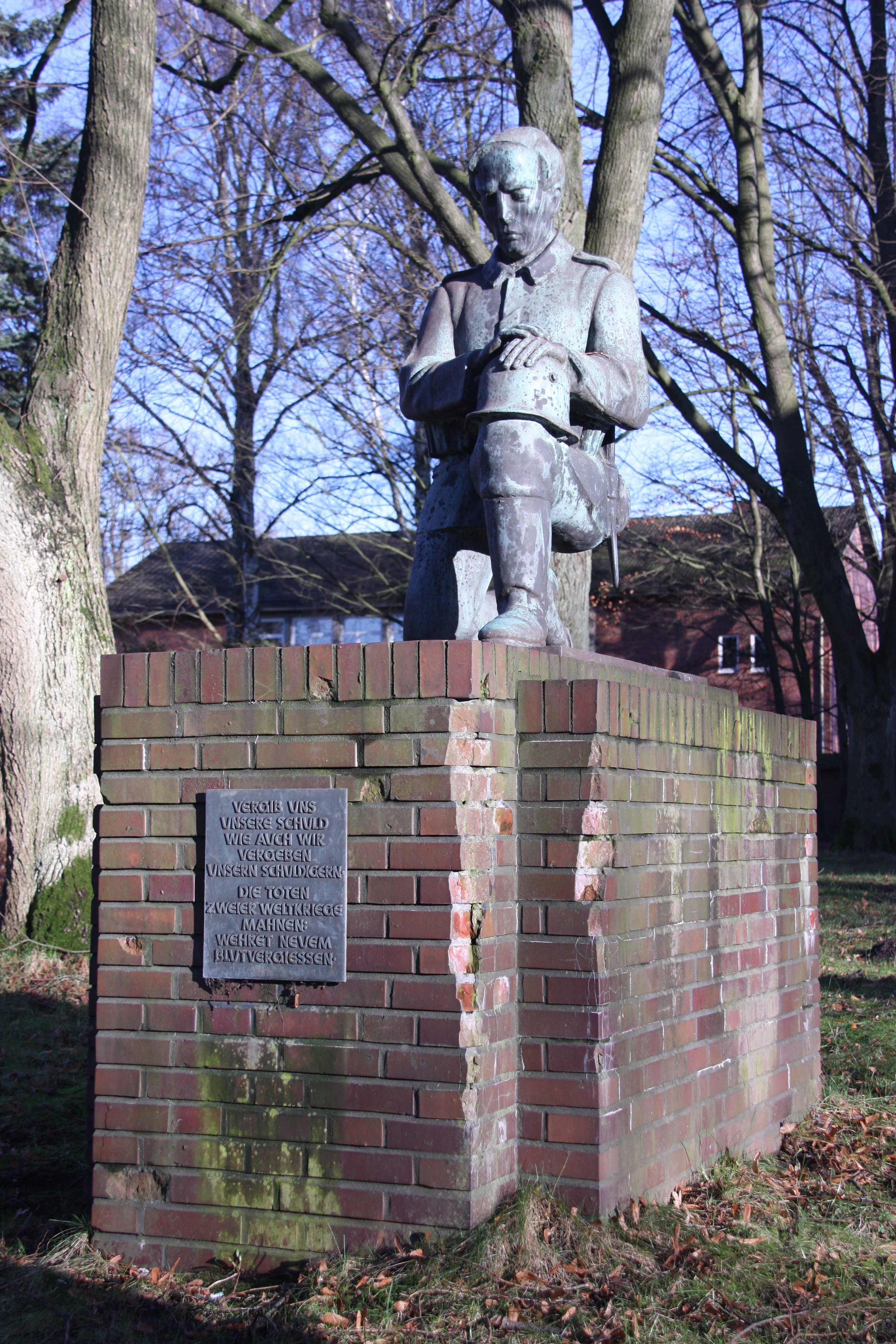
Kriegerdenkmal neben der Kirche